# Erskine Caldwell

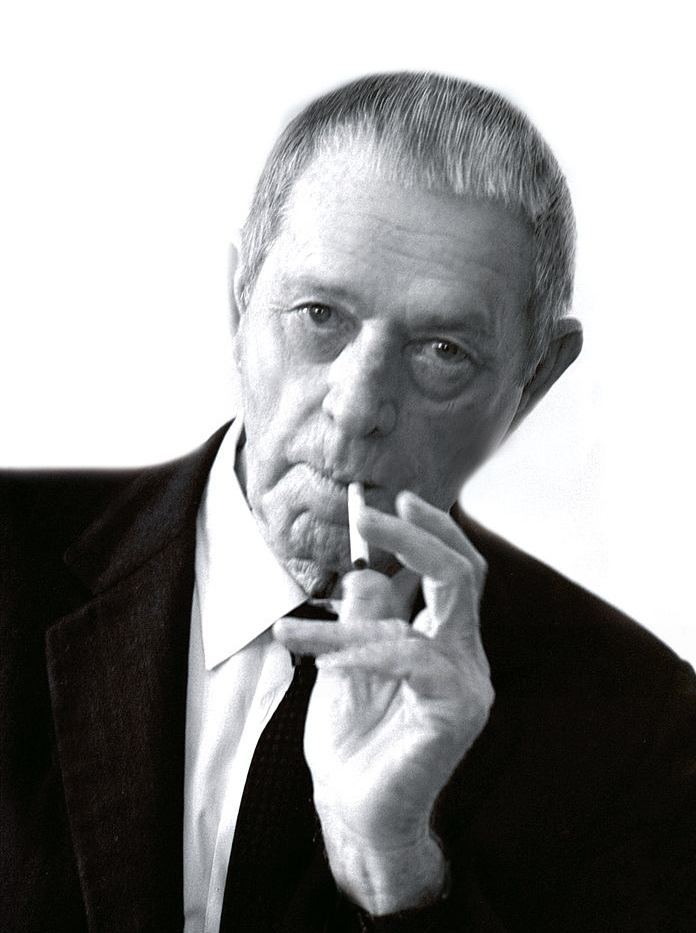
Erskine Caldwell in 1975

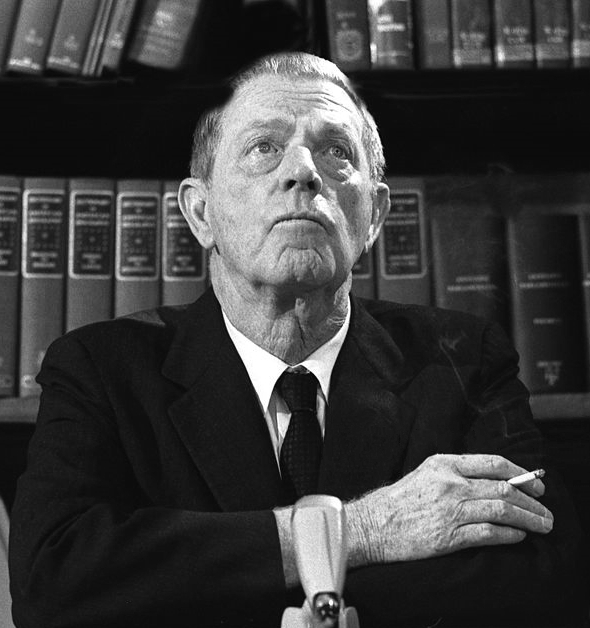
Erskine Caldwell in 1975

Erskine Preston Caldwell (White Oak, Georgia, 17 december 1903 - Tucson Arizona, 11 april 1987) was een Amerikaans schrijver van romans en korte verhalen.
Een belangrijk thema in zijn werk is de beschrijving van de sociale situatie van de arme blanke bevolking in het zuiden van de Verenigde Staten.
Caldwell vestigde zijn naam met zijn debuutroman Tobacco Road (1932). Een jaar later volgde het eveneens succesvolle God's Little Acre (Eén akker voor God, 1933).
Zijn korte verhalen verschenen onder andere in de bundels American earth (1931), Southways (1938) en When you think of me (1959).